# Bidhan Nagar
Bidhan Nagar là một thành phố và khu đô thị của quận North Twentyfour Parganas thuộc bang Tây Bengal, Ấn Độ.

## Nhân khẩu
Theo điều tra dân số năm 2001 của Ấn Độ, Bidhan Nagar có dân số 167.848 người. Phái nam chiếm 51% tổng số dân và phái nữ chiếm 49%. Bidhan Nagar có tỷ lệ 78% biết đọc biết viết, cao hơn tỷ lệ trung bình toàn quốc là 59,5%: tỷ lệ cho phái nam là 81%, và tỷ lệ cho phái nữ là 74%. Tại Bidhan Nagar, 9% dân số nhỏ hơn 6 tuổi.